# Доваџак (Мичиген)
Доваџак (енгл. Dowagiac) град је у америчкој савезној држави Мичиген. По попису становништва из 2010. у њему је живело 5.879 становника.

## Демографија
Према попису становништва из 2010. у граду је живело 5.879 становника, што је 268 (4,4%) становника мање него 2000. године.
| Група             | 2000.         | 2010.         |
| Белци             | 4.670 (76,0%) | 4.166 (70,9%) |
| Афроамериканци    | 961 (15,6%)   | 838 (14,3%)   |
| Азијати           | 35 (0,6%)     | 46 (0,8%)     |
| Хиспаноамериканци | 153 (2,5%)    | 319 (5,4%)    |
| Укупно            | 6.147         | 5.879         |